# Lanildut
Lanildut (Bretons: Lannildud) is een gemeente in het Franse departement Finistère (regio Bretagne). De plaats maakt deel uit van het arrondissement Brest. Lanildut telde op 1 januari 2022 987 inwoners.
Het is de belangrijkste haven van Europa voor de oogst van algen uit zee. Er wordt voornamelijk vingerwier geoogst rond de Molène-archipel, dat in twee plaatselijke fabrieken worden verwerkt voor de farmaceutische industrie.

## Geografie
De oppervlakte van Lanildut bedroeg op 1 januari 2022 5,82 vierkante kilometer; de bevolkingsdichtheid was toen 169,6 inwoners per km².

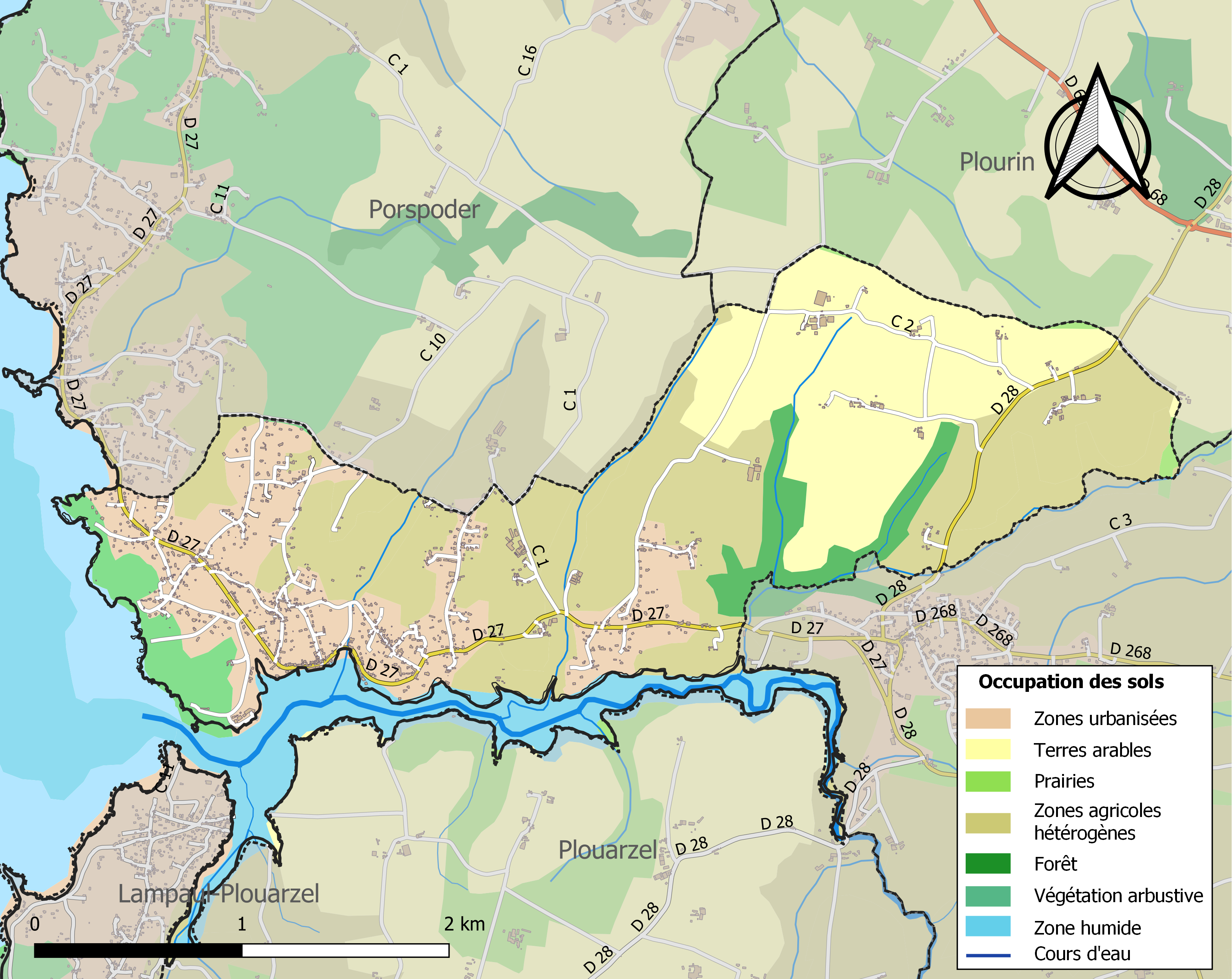
Kaart van de gemeente met belangrijkste infrastructuur, bodemgebruik en omliggende gemeenten

## Demografie
Onderstaande figuur toont het verloop van het inwonertal (bron: INSEE-tellingen).